# ملولبة زائفة
ملولبة زائفة (الاسم العلمي: species spurius) هي نوع منقرض من عضديات الأرجل تتبع جنس الملولبة من فصيلة الملولبات.